# 高和順
高和順（?—?），生於日治台灣台北市，企業家，為三德集團創辦人。

## 生平
在日治時期，為火車司機。
在中華民國政府到達台灣後，高和順搬家至台北市中山北路，創辦三德建材工業有限公司，生產石棉瓦。後創立三德大飯店，為當時台灣最大的企業。
1972年，創辦三愛電子。
59歲時過世。

## 家庭
其妻李綢，兩人生有八子三女。其子高達雄、高琮富、高新平、高嘉良，其女高儷文。
其家訓為「忠孝傳家、仁義待人、勤儉起家」三德，以此為企業名稱。
其子高琮富因投資音響生意生敗，三愛電子於1994年結束營業。高琮富移民美國。
1996年其妻李綢過世後，因子女眾多，爭奪家產，繵訟多年，並造成高額遺產稅未付。